# Oscar Supino
Oscar Supino (Padova, 28 maggio 1898 – Milano, 5 febbraio 1989) è stato un ingegnere, inventore e saggista italiano.

## Biografia
Ingegnere, inventore, era figlio di Felice (acarologo, ittiologo e professore di zoologia) e di Elisa De Benedetti entrambi di famiglia ebraica.
A Milano studiò e conseguì la maturità nel marzo 1916, perché così aveva deciso il governo in modo che i giovani diciottenni potessero partire al più presto per la guerra. Nel 1922 si laureò in Ingegneria industriale al Politecnico di Milano. Subito andò a lavorare alla Montecatini di Portogruaro impegnandosi nella produzione di perfosfati per concimi, ricavati dalla reazione tra polveri d'ossa (fosfati di calcio) e acido solforico.
Nel 1930 pubblicò un testo sull'acido solforico che fu poi riedito nel 1950 e adottato in tutte le Università di ingegneria (Acido solforico e superfosfati minerali: Manuale pratico di fabbricazione ad uso dei chimici, degli industriali, dei dirigenti).
Poiché l'acido solforico insieme all'acido nitrico servivano come esplosivo nelle bombe, poté lavorare quasi “liberamente” (agli ebrei non era permesso il lavoro presso non-ebrei) in tutta Italia (Cancello, Napoli). 
Sposò Bice Saravalle, una ragazza di famiglia ebraica di Padova, nel 1941. Nel 1943, quando le leggi razziali si fecero più stringenti, fuggì in Svizzera con la moglie e la figlia di 20 giorni. Qui, dopo qualche tempo, riuscì a lavorare alla Metallwerke Refonda di Zurigo, un'industria chimica per la produzione di acido solforico e per la rifusione e raffinazione di polvere di ossido di alluminio per vernici e  smalti. Tale impresa gli offrì ancora lavoro quando Oscar decise di tornare in Italia, alla fine della guerra. Così come fece anche la Cupra a Renens Canton Vaux (Losanna) industria chimica che produceva 38 tonnellate al giorno di acido solforico [documentazione presso gli Archivi di Stato svizzeri e recuperata dalla figlia Rosanna Supino]. Nella figura  è riportato il “documento del rifugiato Oscar Supino” che “si impegna a non lasciare il comune di Zurigo se non per il suo datore di lavoro, a non cambiare alloggio o impiego senza autorizzazione, a non uscire di casa dalle 22 alle 4, a non frequentare bar, sale da ballo e sale da gioco, a non fare o partecipare ad attività politiche, a non uscire in gruppi di più di cinque persone, a seguire le istruzioni del comando dell'esercito, a dare in ogni momento alle autorità informazioni complete ed esatte sulla propria situazione finanziaria e metterli al corrente delle eventuali modifiche, a fare tutto il possibile per lasciare al più presto la Svizzera dove in nessun caso gli sarà concesso di stabilirsi, ad adottare in ogni tempo un contegno discreto e corretto che si addice ad un rifugiato che gode dell'ospitalità della Svizzera”.

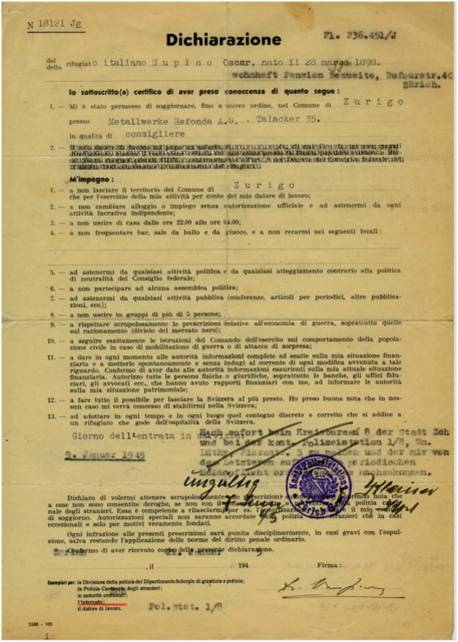

Titolare di nove brevetti per le fabbriche di acido solforico, diresse la costruzione e poi i lavori negli impianti di Secugnago (Lodi), Calolziocorte (Lecco) ed altri.
Insegnò per alcuni anni alla Scuola delle Arti e Mestieri di Milano.
Poi attivò una fabbrica (la Lombardo Chimica) per la produzione di carte speciali (fotosensibili e termosensibili) a Caronno Pertusella (Milano), attività che mantenne per quasi 30 anni.
Lavorò fino ai 91 anni assolutamente lucido e attivo.

## Pubblicazioni
- Oscar Supino, Acido solforico e superfosfati minerali - Manuale pratico di fabbricazione ad uso dei chimici, degli industriali, dei dirigenti. Hoepli, Milano 1930 IT\ICCU\CUB\0623180
- Oscar Supino, Acido solforico e superfosfati minerali : trattato pratico di fabbricazione ad uso dei chimici, industriali, dirigenti, Hoepli, Milano 1950 IT\ICCU\LO1\0526760
- Oscar Supino e Arrigoni, Esercizi di meccanica, Vallardi, 1931

## Brevetti
- 1930 Aerometro compensato
- 1947 Impianto per la preparazione di acido solforico  specialmente adatto per piccole produzioni
- 1952 Torretta di condensazione atta a sostituire l'ultima camera di piombo negli impianti di acido solforico
- 1953 Procedimento e dispositivo per è produrre acido solforico in piccola quantità
- 1953 Perfezionamento agli impianti di acido solforico con sistema a torri
- 1955 Torre di assorbimento a sezione poligonale per industria chimica
- 1955 Procedimento per la costruzione di torri di assorbimento per l'industria chimica
- 1955 Anello di riempimento per torri di assorbimento e di lavaggio per impianti di acido solforico
- 1958 Prodotto integrativo per fertilizzanti costituito da siero di latte attivato con colture batteriche.